# Burg Ottenstein (Ahaus)
Die Burg Ottenstein ist eine abgegangene Burg im Ahausener Stadtteil Ottenstein (Burgstrasse) im Kreis Borken in Nordrhein-Westfalen.

## Geschichte
1316 bekam der Edelherr Otto von Ahaus durch Bischof Ludwig II. von Münster die Erlaubnis, im sumpfigen Garbrock eine Burg zu bauen. 1325 ging sie im Erbgang an die Grafen von Solms über. 1407/08 wurde sie durch den Münsteraner Bischof Otto IV. von Hoya erobert. Danach bauten er und sein Nachfolger Heinrich II. die Burg zur bischöflichen Landesburg und Grenzfeste gegen das Bistum Utrecht und die Grafschaft Geldern aus. Die Burg war im 16. Jahrhundert an die Herren von Morrien verpfändet. Bischof Friedrich III. von Wied (1522–1532) versah die Burg mit Neubauten unbekannten Charakters und verlegte den Haupteingang von Norden nach Osten. Um 1650 wurden die Befestigungsanlagen ausgebaut. In den Jahren 1657 bis 1664 war auf der Burg der Münsterer Domdechant Bernhard von Mallinckrodt in Gefangenschaft und verstarb hier. Ab 1700 verfiel die Burg zur Ruine. Um 1750 wurde sie abgebrochen und ihre Trümmer zum Bau der Pfarrkirche in Ottenstein verwendet.

## Beschreibung
Nach einer Zeichnung aus der 1. Hälfte des 18. Jahrhunderts war die Hauptburg eine rechteckige Anlage vom Kastelltyp mit Rundtürmen an den Ecken. Die hohe Mantelmauer war an einigen Stellen von großen Fensteröffnungen durchbrochen, die zu dahinter liegenden Gebäuden gehörten. Der Palas lag offensichtlich auf der dem Eingang gegenüber liegenden Seite. Dessen 1,60–2,0 m breite Fundamente wurde bei einer Ausgrabung im Jahr 1984 erfasst und konnten auf 17,20 bzw. 10,20 m Länge verfolgt werden. Nach einem Plan von 1805 war die Burginsel quadratisch mit 40 m Seitenlänge. Die Breite des inneren Burggrabens variierte zwischen 12 und 24 m. Der sich außen anschließende Wall maß 30 m in der Breite. Ein weiterer, 16 m breiter Graben, der in den Stadtgraben überging, bildete den Abschluss nach außen.